# Fundación Club Baloncesto Granada
A Fundación Club Baloncesto Granada, também conhecida como Covirán Granada por motivos de patrocinadores. é um clube profissional de basquetebol localizado na cidade de Granada, Espanha que atualmente disputa a Liga ACB. O clube manda seus jogos como mandante no Palacio Municipal de Deportes de Granada com capacidade para 9.000 espectadores.

## Histórico de temporadas
| Temporada | Nível | Liga        | Pos. | V-D   | Copas          | Copas |
| --------- | ----- | ----------- | ---- | ----- | -------------- | ----- |
| 2012–13   | 5     | 1ª División | 2    | 12–7  |                |       |
| 2013–14   | 4     | Liga EBA    | 4    | 16–6  |                |       |
| 2014–15   | 4     | Liga EBA    | 3    | 22–7  |                |       |
| 2015–16   | 3     | LEB Prata   | 8    | 15–13 |                |       |
| 2016–17   | 3     | LEB Prata   | 4    | 25–13 | Copa LEB Plata | C     |
| 2017–18   | 3     | LEB Prata   | 1    |       | Copa LEB Plata | C     |
| 2018–19   | 2     | LEB Ouro    | 8    |       |                |       |
| 2019–20   | 2     | LEB Ouro    | 8    |       |                |       |
| 2020–21   | 2     | LEB Ouro    | 1    | 13-5  |                |       |
| 2021–22   | 2     | LEB Ouro    | 1    | 26-8  |                |       |
| 2022–23   | 1     | ACB         |      |       |                |       |